# منى الشاذلي
منى محمد محمود أحمد الشاذلي (23 ديسمبر 1973 -)، إعلامية مصرية. قدمت العديد من البرامج السياسية، وأهمها البرنامج الحواري على قناة دريم الفضائية المصرية العاشرة مساء، وبرنامج جملة مفيدة 2012.

## حياتها
ولدت في القاهرة درست منى الشاذلي الإعلام في الجامعة الأميركية بالقاهرة. عملت بالعلاقات العامة في شركة المقاولون العرب. في بداية حياتها الإعلامية التحقت بالعمل في شبكة الـ شبكة راديو وتلفزيون العرب التي كانت تبث من العاصمة الإيطالية روما، بعد نجاحها في مسابقة اختيار المذيعات في البداية كانت مراسلة تليفزيونية في قناة art تقوم بعمل لقاءات مع الممثلين والمغنيين، ثم قدمت برامج تلفزيونية بينها برامج ترفيهية، وبرامج مثل «القضية لم تحسم بعد» حوالي 2003، وبرنامج «لا أرى لا أسمع لا أتكلم»، وبرنامج «لا تذهب هذا المساء» على قناة الأفلام.
متزوجة من سمير يوسف مدير عام شركة آدم للإنتاج الإعلامي وهو أحد مؤسسي شبكة شبكة راديو وتلفزيون العرب والمدير التنفيذي لوكالة الأخبار العربية ولديها ثلاث بنات، منهم بنتان توأم. ترجع أصولها إلي محافظة الدقهلية وبالتحديد مدينة ميت غمر.

## برنامج العاشرة مساءً
تمكن برنامج العاشرة مساء خلال فترة وجيزة من فرض نفسه على مشاهدي القنوات العربية وأثبت أن مقولة «ارتباط المشاهد بالبرنامج وليس بالقناة التلفزيونية» هي مقولة صحيحة.
وقد شهدت الفترة التي أعقبت ظهور العاشرة مساء تغييراً جذرياً في طريقة تقديم برنامج البيت بيتك الذي يبثه التلفزيون الحكومي المصري الذي رفع من سقف الحرية الممنوح لبرنامجه وطعمه بنجم تلفزيوني مثل محمود سعد لكي يقوى البرنامج على منافسة العاشرة مساء.
كما أعقب ظهورَ العاشرة مساء برامجُ أخرى مشابهةٌ مثلُ برنامج 90 دقيقة الذي تبثه قناة المحور بالإضافة إلى برامجَ أخرى على قناتي الساعة والحياة.
استضافت منى الشاذلي في البرنامج عدداً من الشخصيات المثيرة للجدل مثل السياسي ورجل الأعمال أحمد عز، السياسي ورجل الأعمال طلعت السادات وجميلة إسماعيل المذيعة والزوجة السابقة للمعارض والمرشح السابق للانتخابات الرئاسية المصرية أيمن نور.
هذا بالإضافة إلى لقاءات عديدة مع عدد من أبرز الشخصيات المصرية مثل أحمد زويل، محمد البرادعي و عمر خيرت و عمار الشريعي وغيرهم.
كما أجرت لقاءً تلفزيونياً مع الرئيس الأمريكي السابق جورج بوش في البيت الأبيض في 13 مايو 2008، وكانت مدة اللقاء عشر دقائق فقط وقامت المذيعة بالاشتراك مع فريق الإعداد بإعداد أسئلة حول العلاقة الثنائية بين الولايات المتحدة ومصر وقضية فلسطين وإيران.
كما كان لها لقاءٌ كبيرٌ أثبت من خلاله تحرر برنامجها الإعلامي من قبضة الأمن وهو لقاؤها بمرشد جماعة الإخوان المسلمين الدكتور محمد بديع والذي كانت جماعته محظورة داخل مصر في ذلك الوقت وهي فصيل المعارضة الأقوى للنظام المصري السابق.
ثم بعد ثورة 25 يناير شهد البرنامج تطورًا كبيرًا وأصبح أكبر من ذى قبل، واستضافت أشخاصًا بارزين كرئيس الوزراء المصري عصام شرف، ووزير المالية ووزير الدخلية وأيضا رئيس الوزراء التركي رجب طيب أردوغان والرئيس التونسي المؤقت محمد منصف المرزوقي.

## برنامج جملة مفيدة
أنهت منى الشاذلي تعاقدها فجأة مع قناة دريم بسبب رغبتها في التجديد والتنوع وبعده مباشرة تعاقدت مع مجموعة قنوات الmbc لتقديم برنامج توك شو على القناة الوليدة لمجموعة الmbc، وهي قناة mbc مصر والتي بدأت انطلاقتها أوائل نوفمبر 2012، وحمل البرنامج اسم (جملة مفيدة)، وهو يتناول كل ما يتعلق بمصر، ويتميز هذا البرنامج عن العاشرة مساءً بحضور بعض الجمهور لكنه جمهور حقيقي لأخذ رأيه في موضوعات الحلقة، ومشاركته بالأسئلة والاقتراحات أحياناً، وهو أسلوب تفاعلي يعطي للبرنامج الحيوية والتفاعل، وكان أول ضيوف البرنامج الشاعر فاروق جويدة في أولى حلقاته، كما تميزت منى الشاذلي بانفرادها باستضافة المطربة عايدة الأيوبي العائدة للساحة الغنائية بعد اعتزالها لمدة 16 عام تقريباً في أول حوار لها بعد الاعتزال.

## برنامج معكم منى الشاذلي
بدأ البرنامج عام 2014 بعدما تركت منى الشاذلي قناة أم بي سي مصر بشكل ودي كما بينت القناة ذلك  حيث كانت تقدم برنامج جملة مفيدة وهو غالبا يتضمن نفس محتوى وحيثيات برنامج «معكم منى الشاذلي».

## البرامج التي قدمتها
| البرنامج                 | عرض على      | العام               |
| ------------------------ | ------------ | ------------------- |
| فلاش                     | art المنوعات | 1996                |
| أكثر من عنوان            | art المنوعات | 1997                |
| بيني وبينك               | art المنوعات | 1998                |
| هنا القاهرة              | art المنوعات | 1998                |
| ألو إيه آر تي            | art المنوعات | 1998                |
| لا أسمع لا أرى لا أتكلم  | art المنوعات | 1999                |
| نادي art مع أيمن إبراهيم | art المنوعات | 1999                |
| أفلام وأبطال             | art الأفلام  | 1999                |
| لا تذهب هذا المساء       | art الأفلام  | 2000-2001           |
| القضية لم تحسم بعد       | art المنوعات | 2002-2003           |
| العاشرة مساء             | قناة دريم    | 2006-2012           |
| جملة مفيدة               | إم بي سي مصر | (نوفمبر 2012 -2013) |
| معكم مني الشاذلي         | سي بي سي     |                     |

## وصلات خارجية
- منى الشاذلي على موقع IMDb (الإنجليزية)
- منى الشاذلي على موقع قاعدة بيانات الأفلام العربية